# 장덕초등학교
장덕초등학교는 대한민국 광주광역시 광산구에 있는 초등학교이다.

## 연혁
- 2007. 12. 23 공사착공일
- 2009. 01. 01 학교장(겸임) 및 행정직원 3명 발령
- 2009. 01. 15 준공신청일
- 2009. 01. 20 준공검사일
- 2009. 02. 03 6학급, 158명 학생 배정
- 2009. 03. 01 9학급 학급 편정(228), 제1대 김채화 교장 부임
- 2009. 03. 06 12학급(3학급 증설)
- 2009. 09. 01 24학급(12학급 증설)
- 2009. 11. 01 26학급(2학급 증설)
- 2009. 11. 18 29학급(3학급 증설)
- 2010. 03. 01 43학급(14학급 증설)
- 2010. 09. 01 44학급(1학급 증설)
- 2011. 03. 02 47학급(3학급 증설)
- 2011. 10. 01 48학급(1학급 증설)
- 2012. 03. 01 55학급(7학급 증설)
- 2013. 03. 01 55학급, 제2대 김영초 교장 부임
- 2014. 03. 01 54학급(1학급 감)
- 2015. 03. 01 53학급(1학급 감)
- 2015. 09. 01 53학급, 제3대 조평섭 교장 부임